# Станіславчик (Звенигородський район)
Станісла́вчик — село в Україні, в Матусівській сільській громаді Звенигородського району Черкаської області. У селі зареєстровано 389 людей.

## Населення

### Мова
Розподіл населення за рідною мовою за даними перепису 2001 року:
| Мова       | Кількість | Відсоток |
| ---------- | --------- | -------- |
| українська | 627       | 97.51%   |
| російська  | 15        | 2.33%    |
| угорська   | 1         | 0.16%    |
| Усього     | 643       | 100%     |

## Географія

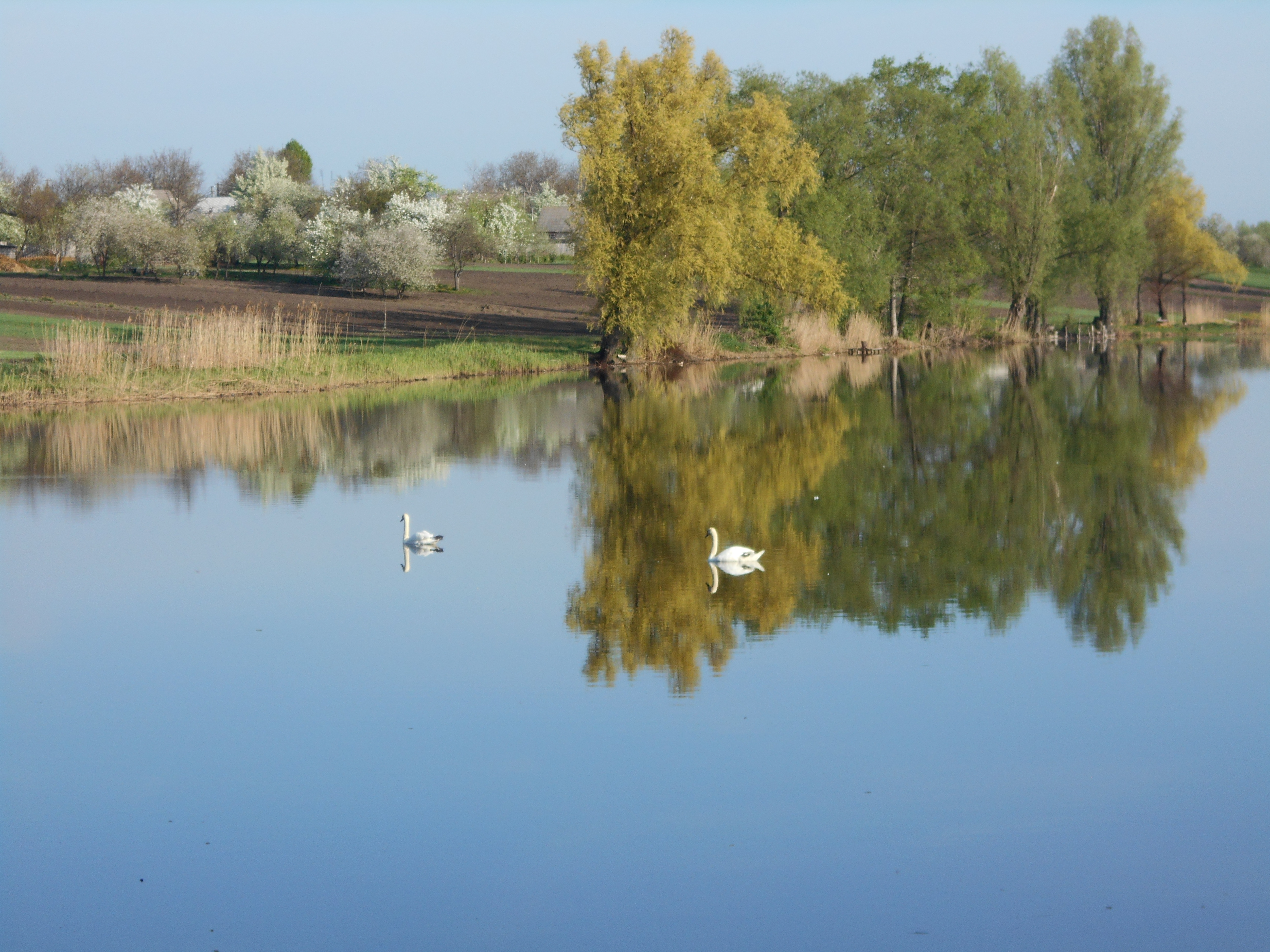
Центральний ставок

Селом протікає річка Нікуда, по її руслі розміщені 4 ставки. На заході розміщена найвища точка (153 м).

## Транспорт
Поблизу села Станіславчик проходить гілка Одеської залізниці "Цвіткове—Христинівка". До 90-х років XX століття існував зупиночний пункт Станіславчик. Село знаходиться за 2 км від автошляху Н16. Відстань до районного центру — 52 км, до обласного — 63 км.

## Станіславчицький НВК
У селі діє Станіславчицький НВК, на шкільній території розміщений пам'ятник червоноармійцям, які загинули при звільненні села від гітлерівських загарбників.

## Мікротопонімія
Місцеві жителі розділяють село на 5 частин, які називають кутками:
- Дядівка — частина вулиці Центральної. Назва пішла від прізвища Дядя, представники якого проживали на цій вулиці.
- Генжебелівка — західна частина вулиці Центральної, яку назвали на честь чоловіка, що проживав там.
- Седиківка — вулиця Шевченка, названа так через велику кількість жителів з прізвищем Седик, які там мешкали.
- Голоднівка — вулиця Соборна. Названа так через велику кількість померлих жителів у період Голодомору.
- Семенцівка — вулиця Дружби та хутір Дружби.

Ставки в селі називають так: Курятник, Буберевий, Сіваковий та Центральний.

## Відомі люди
У селі народився знаменитий шахіст і шаховий теоретик Боголюбов Юхим Дмитрович.